# Кинематограф Венгрии
Венгрия оказала заметное влияние на киноиндустрию в начале XX века. Среди известных венгерских деятелей кино можно назвать Бела Тарра, Иштвана Сабо, Золтана Фабри и Миклоша Янчо. Множество выходцев из Венгрии попали в число известных иностранных режиссёров и продюсеров: основатель «Fox studios» Уильям Фокс; основатель «Paramount Pictures» Адольф Цукор и Александр Корда, оказавший огромное влияние на кино Великобритании. Лучшие фильмы в 1968 и 2000 году составили были включены критиками в так называемую «Будапештские дюжины».

## История
История венгерского кино начинается в 1896 году, когда состоялся первый показ фильмов братьев Люмьер в кафе отеля «Royal» в Будапеште. В июне того же года, Арнольд и Жигмонд Сиглаи открыли первый венгерский кинотеатр. Жители элитных районов Будапешта невзлюбили новый вид развлечений и кинотеатр вскоре закрыли. Однако кино становится всё более и более распространённым. К 1911 году в столице работает уже более 100 кинотеатров.
В 1908 году актёром Иозефом Нейманном и коммерсантом Мором Унгерлиндером была основана первая венгерская кинокомпания «Projectograph». Компания создавала не только художественные фильмы, но и документальные и «уличную» кинохронику: «Жизнь бродячих цыган», «Пьяный велосипедист», «Происшествие в Будапеште». Основу игрового кино заложила фирма «Гунния», которая подражала «Pathe» и «Gaumont». Характерным стилем раннего венгерского кино было совместное исполнение театральных постановок и показ фильмов. После каждой короткой плёнки следовала сценка с живыми актёрами, часто изображавшими тех же экранных персонажей. Этот жанр вдохновил выдающихся писателей того времени, таких как Ференц Мольнар и Фридьеш Каринти.
С 1912 по 1918 год в Будапеште появилось несколько новых кинофирм, в их числе: «Уран», «Люкс», «Стар», «Проя», «Педагогика». Во время Первой мировой войны поступление французских фильмов прекратилось, а Германия наращивала производство. Благодаря прибывшим из Германии и Австрии режиссёрам Мартину Гарашу, Корнелиусу Хинтеру, Эмилю Юстицу, Иосифу Штейну, а также Эдену Ухеру производство фильмов в Венгрии увеличивалось с каждым годом: в первый год войны было выпущено 18, в 1916 году — 47, а в 1917 — 75 фильмов.
С марта по август 1919 года, в период недолгого существования Венгерской Советской Республики, кино индустрия Венгрии оказалась первой в мире полностью национализированной. Ряд кинематографистов приветствовали изменения, правительство обеспечило защиту венгерским фильмам от иностранной конкуренции.
За 4 месяца был снят 31 фильм, не считая научно-популярных и документальных фильмов.
Последствия Первой мировой войны оставили венгерскую кинопромышленность в руинах. Многие известные венгерские режиссёры, в их числе Майкл Кёртис и Александр Корда, покинули страну.
В двадцатые годы зарубежные (в основном американские) кинокомпании, из-за кризиса в Венгрии, стали преобладать почти во всех кинотеатрах страны. Кроме них, французские и итальянские фильмы (находившиеся во время войны под запретом) упрочили отставание венгерского кино. Падения национального производства удалось избежать в значительной степени благодаря государственной поддержке.
С приходом к власти диктатора Хорти начался закат кино. Резко упало производство фильмов. В 1922 году было сделано всего 4 фильма, а в дальнейшем, с 1925 по 1929 годы, на экраны выпускалось в среднем по 3 фильма в год. В кино вводилась тотальная цензура.
В 1925 году был создан Венгерский фонд кино индустрии, был принят закон, заставляющий дистрибьюторов финансировать венгерское кино. Кинотеатры были обязаны проводить показ кинохроник, снятых «Управлением венгерского кино». В 1929 году правительство Иштвана Бетлена ввело налог на импортные фильмы, в то же время была значительно снижена плата для венгерских кинокомпаний. В ответ на квоты американские кинокомпании перестали продавать фильмы в Венгрию, и через полгода они были отменены.
Постепенно стали появляться новые производители фильмов. Первый венгерский полнометражный звуковой фильм был снят в 1931 году и назывался «Синий идол» (венг. Kék Bálvány). Спустя два месяца после первого показа «Идола» состоялась премьера фильма «Ипполит, лакей», ставшего одним из самых успешных фильмов Венгрии.
С 1935 года в Венгрии появляются ультраправые группы, критикующие «зараженный еврейством» кинематограф, обвиняя его в непристойности и безнравственности. Многие протесты привели к срыву кинопремьер некоторых картин. Правительство Венгрии, имевшее тесные связи с нацистской Германией, начинает оказывать давление на еврейских актёров. Вводятся антисемитские законы, положившие начало массовым увольнениям режиссёров, актёров, операторов еврейской национальности.
После войны в 1948 году кинопроизводство Венгрии национализируется. Основана «Школа Театра и Кино», открывшая миру множество имён в шестидесятых. В 50-х, во время относительной свободы, появляются новые значимые режиссёры: Золтан Фабри («Господин учитель Ганнибал», «Карусель»), Кароли Макк («Лилиомфи»), Феликс Мариашши («Весна в Будапеште»).

### Венгерское киночудо
В 60-х годах появилась целая плеяда кинематографистов, которых интересовала как история страны, так и её влияние на современность. Создатели «венгерского чуда» получили множество наград на фестивалях. Главными из них считаются новаторы киноязыка Миклош Янчо, Иштван Сабо и мастер публицистичного стиля Андраш Ковач.
Во многом политика реформ Яноша Кадара послужила реорганизации венгерской кинематографии. На центральной киностудии «Mafilm» возникают независимые творческие объединения, позже получившие названия «Будапешт», «Гунния», «Диалог» и «Объектив». Молодое поколение создаёт знаменитую экспериментальную студию «Бела Балаж». Тонким реализмом выделяются работы Золтана Фабри и Кароя Макка, новизной — Иштвана Гааля. Однако, на фоне мирового киноискусства их фильмы не особенно заметны. Шедевр «новой волны» — «Без надежды» (1965) Миклоша Янчо набирает в стране около миллиона зрителей. Своего пика авторское кино достигает к 1968 году, когда количественно превосходит развлекательную продукцию. Дебютируют молодые режиссёры Марта Месарош, Ференц Коша, Шандор Шара.
Иштван Сабо завоёвывает известность картинами: «Пора мечтаний» (1965), «Отец» (1966) и «Любовный фильм» (1970), где рассказывает о своём ровеснике — шестидесятнике Янчи Олахе, которого во всех фильмах сыграл Андраш Балинт.
В 70-е публика постепенно утрачивает интерес к венгерским авторским фильмам, которые хотя и не теряют первоначального документализма и способности к социальной критике, но в течение последующих 20 лет становятся в своей массе более туманными и претенциозными.

### Постсоциалистическое кино
C конца 80-х годов государственные кинопредприятия, в том числе киностудии, стали переходить в частные руки. Художники хотели отмены цензуры, но при этом сохранения прежней финансовой опеки государства. Политика приватизации привела к значительному роспуску творческих коллективов и закрытию кинофабрик. Появился демократичный «Совет Венгерского национального кинофонда». Из-за дробления финансов стали выходить малобюджетные картины, количество фильмов возросло (свыше 30 в год) и последние двадцать лет венгерской кинематографии отличаются множеством дебютов.
Помимо государственного, выросло коммерческое кино. Одним из ярких режиссёров «рыночного» кино стал Тамаш Шаш, который обратился к жанровому кино («Прессо», Presszo 1998). Большой успех одержала комедия Габора Херенди «Что-то вроде Америки» (Valami Amerika, 2002). Третьим серьёзным открытием стала Кристина Года с фильмами «Ничего, кроме секса» (Csak szex es mas semmi, 2005), «Свобода, любовь» (Szabadsag, szerelem, 2006) и «Хамелеон» (Kameleon, 2008). Международного уровня достиг фильм «Контроль» Нимрода Антала (Kontroll, 2003). После прихода к власти националистического правительства в 2012 году Совет кинофонда закрыт, на его месте основан государственный «Национальный кинофонд».
В 2020 году завершились съёмки фильма режиссёра Петера Бергенди «Посмертно», получившего 23 награды на национальных и международных фестивалях и выдвинутого Венгрией на соискание американской кинопремии Оскар в 2022 году. Действие его разворачивается в 1918 году на территории Австро-Венгрии. Жители венгерской деревни не успевали хоронить тела умерших от испанского гриппа и в ходе военных действий Первой мировой войны. Призраки пытаются вступить в контакт с людьми, которые их потревожили своими попытками вступления в контакт. Кинокритики отмечали отсутствие в стране традиции национального фильма ужасов, что привлекло к «Посмертно» внимание искусствоведов и широкой аудитории.